# La Antorcha de la Amistad
La Antorcha de la Amistad (« La Torche de l'Amitié » en espagnol) est une sculpture monumentale qui se trouve dans le centre de San Antonio au Texas.
Le sculpteur en est le mexicain Enrique Carbajal, plus connu sous le pseudonyme « Sebastián ». Elle est une commande d'une association d'entrepreneurs mexicains (l'Asociación de Empresarios Mexicanos) et est présentée comme un cadeau du gouvernement mexicain à la ville de San Antonio en 2002.

## Photographie

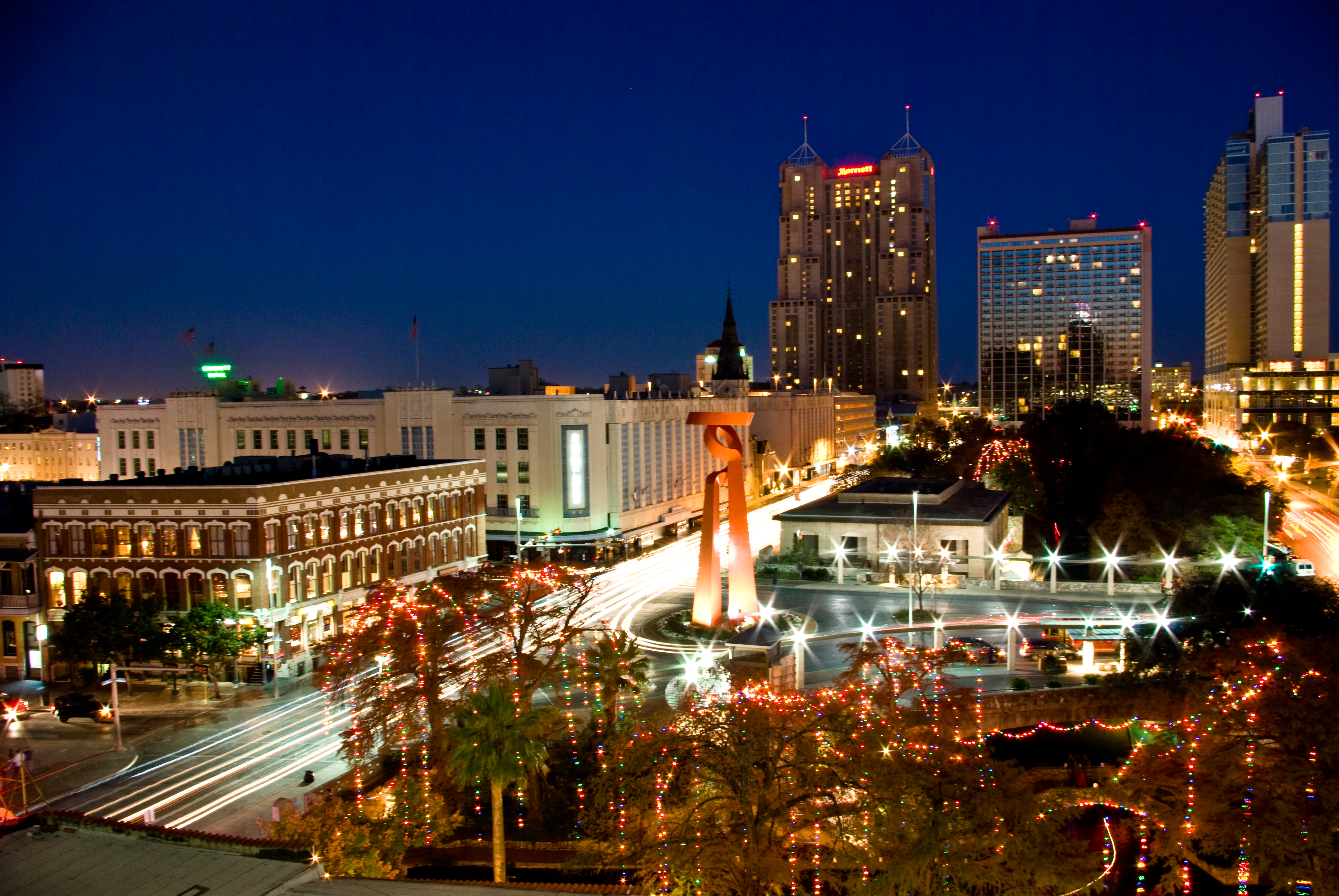
La Antorcha de la Amistad.